# 歸安橋
24°21′05″N 120°50′30″E / 24.351410°N 120.841746°E
歸安橋位於臺灣苗栗縣卓蘭鎮景山溪上游，是卓蘭鎮景山里通往坪林里雙連地區之主要道路上的橋樑。曾於2004年7月敏督利颱風侵襲臺灣時，為保護該橋樑之安全下游鯉魚潭水庫進行防洪運轉，進而導致發生鯉魚潭水庫擋水閘門脫落事件。

## 沿革
歸安橋最初為竹竿搭建的渡河橋梁，其名稱由來為早期漢人進行開拓墾殖時，與當地的原住民族時常發生衝突，進而造成雙方皆有死傷之狀況。而當漢人居民自竹橋北方越過景山溪來到橋梁南邊後，原住民就不會再繼續追殺漢人，因此該座橋梁稱歸安橋。
2004年7月敏督利颱風侵襲臺灣時，其所夾帶之西南氣流為臺灣中南部地區帶來嚴重豪大雨，使得歸安橋下游之鯉魚潭水庫自7月1日颱風登陸以來到7月5日水庫總流入量高達4,326萬噸，也讓鯉魚潭水庫自完工啟用以來第一次蓄水量接近滿庫之狀態。
而鯉魚潭水庫的滿水位設計標高為海拔300公尺，最大洪水位更達到海拔303.5公尺，但歸安橋的橋面高程為海拔299.97公尺，如鯉魚潭水庫滿水位將使得歸安橋淹沒於水庫中，因此當時為維護歸安橋之安全，因此進行防洪運轉，進而引發鯉魚潭水庫擋水閘門脫落事件。
事件後經濟部水利署建議苗栗縣卓蘭鎮公所，須加速推動歸安橋改建工程。卓蘭鎮公所隨即規劃，由經濟部水利署中區水資源局代辦，並由黎明工程顧問公司得標改建工程的監造作業，歸安橋改建工程於2006年2月動工，改建後的橋樑為單跨鋼箱型梁橋，全長70公尺，寬8公尺，北端及南端上橋引道長度250公尺，設置雙向共兩條車道，於2007年3月完工通車。
2017年6月，歸安橋上游鯉魚潭水庫水質水源水量保護區內的國有土地遭人檢舉疑似傾倒掩埋事業廢棄物，苗栗縣政府環境保護局立即派員會同苗栗縣警察局與財政部國有財產署人員開挖調查，確認土地遭掩埋厚度約1.5公尺的廢玻璃纖維20公噸。環保局將採樣送驗，確認是否夾雜有毒物質後進行開罰。

## 資料來源
1. 1 2  . 黎明工程顧問公司.   [2017-11-12]. （原始内容存档于2019-08-18） （中文（臺灣））.
2. 1 2 3  . 經濟部水利署水利緊急應變經驗學習中心.   [2017-11-12]. （原始内容存档于2019-08-15） （中文（臺灣））.
3. ↑  . 鯉魚潭水庫主題網. 2010-12-06  [2017-11-12]. （原始内容存档于2019-08-16） （中文（臺灣））.
4. ↑  . 交通部中央氣象局.   [2017-11-12]. （原始内容存档于2019-01-23） （中文（臺灣））.
5. ↑  范榮達. . 聯合新聞網. 2017-06-27  [2017-11-12]. （原始内容存档于2019-08-12） （中文（臺灣））.